# Eriosema hereroense
Eriosema hereroense är en ärtväxtart som beskrevs av Schinz. Eriosema hereroense ingår i släktet Eriosema och familjen ärtväxter. Inga underarter finns listade i Catalogue of Life.